# Etiuda
Etiuda – krótki utwór w sztuce, mający na celu doskonalenie stylu literackiego, gry aktorskiej, techniki malarskiej itp. W niektórych rodzajach dzieł (np. w utworach muzycznych) etiudą często nazywa się pełnowartościowe dzieło, kiedy etiuda jest utworem ćwiczącym walory techniczne pianisty, jak również dziełem popisowym.